# جبهة المقاومة الإسلامية الإيرانية
جبهة المقاومة الإسلامية الإيرانية (بالفارسية: جبهه ایستادگی ایران اسلامی)   هي منظمة سياسية إيرانية أصولية، تأسست عام 2011. المجموعة مرتبطة بمحسن رضائي. قدمت الجبهة قائمة انتخابية في الانتخابات التشريعية الإيرانية لعام 2012، وتمكنت من الفوز بـ 18 مقعدًا. أيدت المجموعة 31 مرشحًا لمجلس مدينة طهران في الانتخابات المحلية الإيرانية لعام 2013،  وفاز اثنان من مرشحيها بمقاعد.

## المرشحون للرئاسة
| سنة  | المرشح        | الأصوات    | النسبة |
| ---- | ------------- | ---------- | ------ |
| 2013 | محسن رضائي    | 3,884,412  | 10.59٪ |
| 2017 | ابراهيم رئيسي | 15,835,794 | 38.28٪ |
| 2021 | محسن رضائي    | 3,412,712  | 13.78٪ |